# Каргино (Красноярский край)
Каргино — село в Енисейском районе Красноярского края России. Входит в состав Новокаргинского сельсовета.

## География
Село находится в юго-восточной части района, на левом берегу реки Енисей, на расстоянии приблизительно 62 километров (по прямой) к юго-востоку от города Енисейска, административного центра района. Абсолютная высота — 90 метров над уровнем моря.
Климат
Климат характеризуется как резко континентальный, с морозной продолжительной зимой. Средняя температура самого тёплого месяца (июля) составляет 24,4 °С (абсолютный максимум — 37 °С). Средняя температура самого холодного месяца (января) — −27,7 °С (абсолютный минимум — −59 °С). Среднегодовое количество атмосферных осадков составляет 460 мм. В тёплый период года (с апреля по октябрь) выпадает около 77 % осадков.
Часовой пояс
Село Каргино находится в часовой зоне МСК+4. Смещение применяемого времени относительно UTC составляет +7:00.

## История
Основано в 1651 году М. Каргиным и М. Моториным. В 1911 года имелось 60 дворов, деревянная церковь во имя Архангела Михаила, церковно-приходская школа, казенная винная лавка, хлебозапасный магазин и тюремно-ночлежное помещение (пункт по приему и пересылке арестантов). Население того периода составляло 320 человек. Через Каргино проходил тракт из Красноярска.
В 1918 году в селе имелись: монополизированная казенная винная лавка, мануфактурная лавка и три мелочные лавки. По данным 1926 года в населённом пункте числилось 84 хозяйства и проживало 337 человек (163 мужчины и 174 женщины). В национальном составе населения того периода преобладали русские. В административном отношении являлось центром Каргинского сельсовета Енисейского района Красноярского округа Сибирского края.
В феврале 1931 года, в ходе коллективизации, образована сельскохозяйственная артель (позднее — колхоз) имени Молотова, просуществовавший до 1950 года. В начале 1950-х был образован лесопункт, в дальнейшем ставший крупным леспромхозом.

## Население
| 2010 |
| ---- |
| 155  |

Гендерный состав
По данным Всероссийской переписи населения 2010 года в гендерной структуре населения мужчины составляли 47,7 %, женщины — соответственно 52,3 %.
Национальный состав
Согласно результатам переписи 2002 года, в национальной структуре населения русские составляли 80 % из 169 чел.

## Улицы
Уличная сеть села состоит из двух улиц:
- ул. Молодёжная
- ул. Центральная